# Milkov (Lestkov)
Milkov (německy Milikau) je zaniklá osada v okrese Tachov v Plzeňském kraji, která stávala ve správním území obce Lestkov.

## Historie
První písemná zmínka o osadě pochází z roku 1115, ke kterému ji jako majetek Kladrubského kláštera uvádějí tzv. kladrubská falza. V období mezi světovými válkami měla víska v sedmi staveních až 48 obyvatel. Milkov neměl svůj vlastní kostel a vesnice byla spolu se Zádubem a Lomy takzvaně přifařena k Domaslavi. Na domaslavském hřbitově se také nachází náhrobky obyvatel Milkova. Celý region, kde převažovalo německy mluvící obyvatelstvo, byl poznamenán poválečným vyhnáním českých Němců. Přesto ještě v roce 1960 měl Milkov dvacet obyvatel. V sedmdesátých letech 20. století už byla ale vesnice považována za zaniklou. Ještě kolem roku 1980 na místě existovala pobořená stavení.
Na místo zaniklé osady lze dojít od Lestkova, z údolí Hadovky i z údolí Podhájského potoka po cestách, které dodnes z významné části kopírují trasy historických silnic. Samotný Milkov připomíná především skupina stromů, které přežily jeho úplnou demolici. Z původní vesnice zde lze nalézt jen drobné pozůstatky lidské činnosti. Na počátku 21. století byl prostor vsi zcela pustý, zhruba po roce 2020 má však pozemek někdejší návsi nového obyvatele, který si zde vybudoval tiny house.

## Přírodní poměry
Prostor zaniklé vesnice se nachází na náhorní plošině vymezené potokem Hadovka a Podhájským potokem, a to zhruba v polovině vzdálenosti mezi obcemi Domaslav a Vrbice u Bezdružic. Nedaleko zaniklé vsi se přímo nad soutokem Hadovky s Podhájským potokem nacházel také stejnojmenný hrad.

## Obyvatelstvo
|           | 1869 | 1880 | 1890 | 1900 | 1910 | 1921 | 1930 | 1950 | 1961 |
| --------- | ---- | ---- | ---- | ---- | ---- | ---- | ---- | ---- | ---- |
| Obyvatelé | 44   | 52   | 43   | 42   | 48   | 46   | 48   | 21   | 20   |
| Domy      | 7    | 8    | 8    | 8    | 8    | 7    | 7    | 10   | —    |